# Set Clàssics Militars
Els Set Clàssics Militars (Xinès simplificat: 武经七书; Xinès tradicional: 武經七書; pinyin: Wǔjīngqīshū; Wade-Giles: Wu ching ch'i shu) són set importants textos militars de l'antiga Xina. Els textos van ser canonitzats sota aquest nom al segle xi de l'era cristiana, i des de l'època de la dinastia Song es van incloure en la majoria de les enciclopèdies militars.

## Llista
Segons Ralph D. Sawyer i Mei-chün Sawyer, autors d'una de les últimes traduccions a l'anglès, els Set Clàssics Militars inclouen els següents textos:
- Sis Ensenyaments Secrets de Jiang Ziya
- Els mètodes de Sima (també conegut com L'Art de la Guerra de Sima Rangju)
- L'Art de la Guerra de Sunzi
- Wuzi de Wu Qi
- Wei Liaozi
- Tres estratègies de Huang Shigong
- Preguntes i respostes entre Tang Taizong i Li Weigong